# ترانه‌هایی برای تو
ترانه‌هایی برای تو (به انگلیسی: Songs for You) چهارمین آلبوم استودیویی از خوانندهٔ آمریکایی تیناشی می‌باشد که در ۲۱ نوامبر سال ۲۰۱۹ به‌صورت مستقل از سوی ناشر خود وی که تیناشی موزیک اینک. نام دارد، منتشر گردید.این آلبوم به‌طور کلی با تحسین از سوی منتقدان مواجه شده و نشریه‌ها نیز خلاقیت او، تهیه‌کنندگی، ترانه‌سرایی و همچنین مستقل منتشر نمودن موسیقی را مورد ستایش قرار داده‌اند.